# Chlamydopsis detecti
Chlamydopsis detecti är en skalbaggsart som beskrevs av Lea 1914. Chlamydopsis detecti ingår i släktet Chlamydopsis och familjen stumpbaggar. Inga underarter finns listade i Catalogue of Life.